# زورقان ثنائي اللون
زورقان ثنائي اللون (الاسم العلمي:Cymbidium bicolor) هو نوع من النباتات يتبع جنس الزورقان من الفصيلة السحلبية.